# Alpan, Azerbaijan
Alpan là một ngôi làng và đô thị thuộc vùng Quba của Azerbaijan.